# Aragonitcsoport
Az aragonitcsoport a borátok, nitrátok, karbonátok ásványosztályának önálló csoportja. Ide sorolják a karbonátok főleg rombos rendszerben kristályosodó tagjait. Az aragonitcsoport általános képlete: ACO3, ahol A= Ca, Pb, Sr és Ba, illetve ezek kombinációja.

## A csoport tagjai
- Aragonit. CaCO3. Rombos rendszerű.
- Cerusszit. PbCO3. Rombos rendszerű.
- Stroncianit. SrCO3. Rombos rendszerű.
- Witherit. BaCO3. Rombos rendszerű.

- Alstonit. BaCa(CO3)2. Triklin rendszerű.
  - Sűrűsége: 3,69-3,71 g/cm³.
  - Keménysége: 4,0-4,5 (a Mohs-féle keménységi skála szerint).
  - Színe:  színtelen, fehér, szürke vagy halvány rózsaszínű.
  - Fénye: üvegfényű.
  - Pora:   fehér.
  - Gyakori összetétele:
  - Bárium (Ba) =46,2%
  - Kalcium (Ca) =13,5%
  - Szén (C) =8,1%
  - Oxigén (O) =32,2%

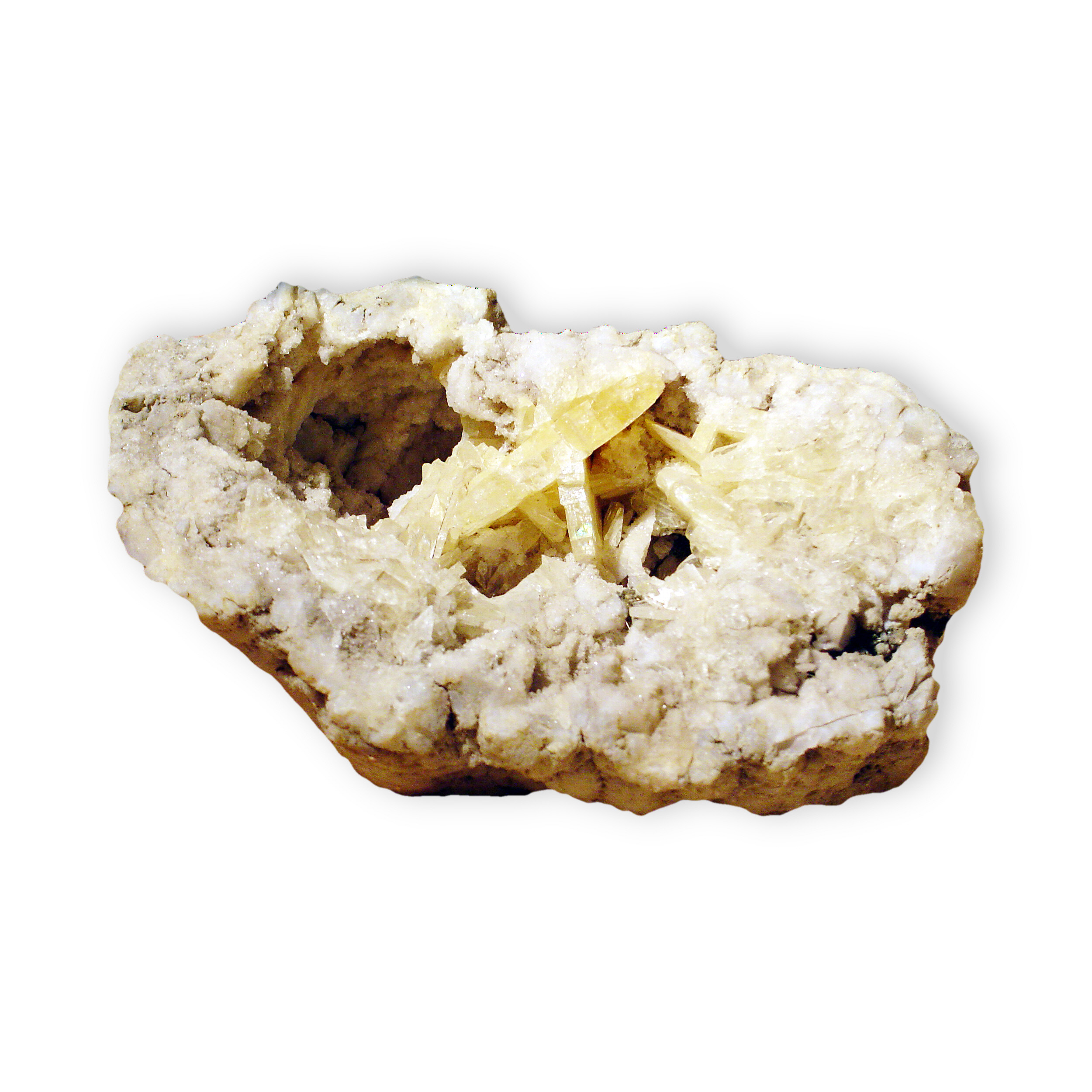
Baritokalcit kvarcon

- Baritokalcit. BaCa(CO3)2. Monoklin rendszerű. Az alstonit polimorf alakja.
  - Sűrűsége: 3,64-3,66 g/cm³.
  - Keménysége: 4,0 (a Mohs-féle keménységi skála szerint).
  - Színe:   fehér, szürke sárga.
  - Fénye: üvegfényű.
  - Pora:   fehér.
  - Gyakori összetétele:
  - Bárium (Ba) =46,2%
  - Kalcium (Ca) =13,5%
  - Szén (C) =8,0%
  - Oxigén (O) =32,3%

- Olekminszkit. Sr(Sr,Ca,Ba)(CO3)2. Trigonális rendszerű.
  - Sűrűsége: 3,7 g/cm³.
  - Keménysége: 3,0 (a Mohs-féle keménységi skála szerint).
  - Színe:   fehér vagy szürke.
  - Fénye: üvegfényű.
  - Pora:   fehér.
  - Gyakori összetétele:
  - Stroncium (Sr) =49,0%
  - Bárium (Ba) =4,8%
  - Kalcium (Ca) =4,2%
  - Szén (C) =8,4%
  - Oxigén (O) =33,6%

- Paralstonit. BaCa(CO3)2. Trigonális rendszerű. Az alstonit polimorf alakja.
  - Sűrűsége: 3,6 g/cm³.
  - Keménysége: 4,0-4,5 (a Mohs-féle keménységi skála szerint).
  - Színe:  színtelen vagy fehér.
  - Fénye: üvegfényű.
  - Pora:   fehér.
  - Gyakori összetétele:
  - Bárium (Ba) =46,2,8%
  - Kalcium (Ca) =13,5%
  - Szén (C) =8,1%
  - Oxigén (O) =32,2%